# 淘汰制
淘汰制是一种竞赛形式，参赛者在输掉一定场数的比赛后会丧失争夺冠军的可能。最常见的淘汰赛制是单败淘汰制，輸一場就淘汰，獲勝才能晉級下一場比賽，参赛者必需赢每一场比赛才能获得冠军。此外还有双败淘汰制、三败淘汰制，其中参赛者在失去争夺冠军的机会之前分别最多可以输掉1场和2场比赛。淘汰制赛事通常会设有种子选手或种子队的制度，以避免实力较高的参赛者过早对赛。因此，实力最强的参赛者有相当机会在决赛相遇。